# Верхняя Мануйловка
Верхняя Мануйловка (укр. Верхня Мануйлівка) — село, Мануйловский сельский совет, Козельщинский район, Полтавская область, Украина.
Код КОАТУУ — 5322083001. Население по переписи 2001 года составляло 586 человек.
Является административным центром Мануйловского сельского совета, в который, кроме того, входят сёла Дьяченки, Нижняя Мануйловка, Харченки и Цыбовка.

## Географическое положение
Село Верхняя Мануйловка находится на левом берегу реки Псёл, выше по течению на расстоянии в 1,5 км расположено село Нижняя Мануйловка, ниже по течению на расстоянии в 4 км расположено село Пески.

## История
- С XVII века село входило в Голтвянскую сотню Миргородского полка.
- Покровская церковь известна с 1774 года[2]
- Село указано на подробной карте Российской Империи и близлежащих заграничных владений 1816 года[3]

## Экономика
- ЧП «Проминь».

## Объекты социальной сферы
- Школа.
- Дом культуры.

## Известные жители
- В 1897 и 1900 годах в селе жил Максим Горький, здесь родился его сын Максим. В Мануйловке писатель работал над рассказами «Мальва», «Супруги Орловы», «В степи», «Бывшие люди», повестью «Трое», начал писать роман «Фома Гордеев», создал очерк на украинскую тематику «Ярмарка в Голтве»[4]
- В Верхней Мануйловке гостил украинский писатель Григор Тютюнник[4].
- В Верхней Мануйловке около 25 лет жил со своей большой семьёй русский художник Евграф Фёдорович Крендовский (1810 — 1870-е). Есть предположение, что художник умер и похоронен в этом селе.

## Достопримечательности
- Музей М. Горького.
- Мемориал Памяти погибшим односельчанам.